# Aiello del Sabato
Aiello del Sabato – miejscowość i gmina we Włoszech, w regionie Kampania, w prowincji Avellino.
Według danych na 1 stycznia 2022 roku gminę zamieszkiwało 3988 osób (1982 mężczyzn i 2006 kobiet).